# Grassmarket
Der Grassmarket in Edinburgh war in früheren Zeiten ein mittelalterlicher Marktplatz an dem heutzutage in den historischen Gebäuden viele kleine Läden und Pubs liegen.

## Geschichte
Der Grassmarket, unterhalb des Edinburgh Castle gelegen, diente in der Zeit von 1477 bis zum Anfang des 20. Jahrhunderts als Marktplatz für den Vieh- und Pferdehandel und gilt als Mittelpunkt der Altstadt. 1681 gab es am Anschluss des Grassmarket zum West Bow den ersten Brunnen mit fließendem Trinkwasser in Edinburgh. Der Schriftsteller Allan Ramsay hatte am Grassmarket sein Perückengeschäft. Hier befand sich auch die öffentliche Hinrichtungsstätte, der „Galgen von Edinburgh“. Ein Kreuz an der Ostseite des Platzes erinnert an die über 100 Covenant-Anhänger, die hier ihren Tod fanden. Am 4. Februar 1784 wurde mit James Andrews der letzte Mensch öffentlich auf dem Marktplatz hingerichtet.
Einige Pubs tragen noch heute Namen, die an diese blutige Geschichte erinnern, so beispielsweise The Last Drop, dessen Aushängeschild von einem Galgen geziert wird und Maggie Dickson’s, an dessen Hauswand die Geschichte ihrer Hinrichtung beschrieben wird. Es wird erzählt, dass Maggie Dickson, eine Fischverkäuferin aus Musselburgh hier 1728 für die Ermordung ihres Babys erhängt wurde. Als sie in einem Sarg zurück nach Musselburgh getragen wurde, sei sie jedoch wieder erwacht. Nach Schottischem Recht hatte sie ihre Strafe verbüßt und nach diesem Ereignis wurde dem Urteilsspruch der Zusatz bis der Tod eintritt angefügt. Später soll sie deshalb die halb erhängte Maggie genannt worden sein.
Der Grassmarket galt im späten 19. Jahrhundert mit der benachbarten Straße „Cowgate“ (Scots Cougait) als einer der Slums von Edinburgh. Es gab dort Unterkünfte für diejenigen, die sich nur kleine Mieten leisten konnten. Die Zustände waren schlecht und teilweise waren die einzelnen Schlafräume mit bis zu acht Personen belegt. James Thin beschrieb die Situation der Bewohner 1891 in seinem Buch Slum life in Edinburgh, or, Scenes in its darkest places. Diese Situation führte dazu, dass im Jahr 1886 von James Fairbairn, mit finanzieller Unterstützung durch Mrs. Jane Buchanan, die „Grassmarket Mission“ gegründet und ab 1890 auf dem Grundstück Grassmarket 94 eine Missionshalle errichtet wurde. Sie bot neben Nahrungsmitteln und Kleidung auch gesellschaftliche Teilhabe an. Es wurden Gottesdienste und Bürgerversammlungen dort abgehalten und Fairbairn organisierte Treffen mit prominenten Bürgern Edinburghs, um Spenden für die Arbeit der Mission zu erhalten. In Cowgate befand sich das 1742 gegründete Gasthaus White Horse, wonach 1883 eine von James Logan Mackie hergestellte Whiskymarke benannt ist.
Bis 1912 wurden hier öffentliche Märkte, wie der beliebte French market (französischer Markt) abgehalten.
Der Stadtteil ist mit seinem Marktplatz und den historischen Gebäuden entlang der gleichnamigen Straße vor allem wegen seiner vielen kleinen Läden, Restaurants und Pubs ein beliebter Treffpunkt für Touristen und Studenten.

## Lage
Der Grassmarket liegt direkt unterhalb der imposanten Festungsanlage. Er ist von hohen schmalen Häusern umgeben und kann von der George IV Bridge aus über die Victoria Street erreicht werden. Diese Straße ist eine ungewöhnliche kleine Gasse, die auf zwei Ebenen verläuft. Hier gibt es kuriose Läden wie den The Christmas Shop, in dem ganzjährig Weihnachtsartikel gekauft werden können.
Die Candlemaker Row führt vom Südende wieder hinauf zur George IV Bridge und zur Chambers Street, in der sich das Old College der Universität Edinburgh und das Royal Museum of Scotlandund befinden. In westlicher Richtung erreicht man den Grassmarket über die King’s Stables Road oder West Port.

Impressionen
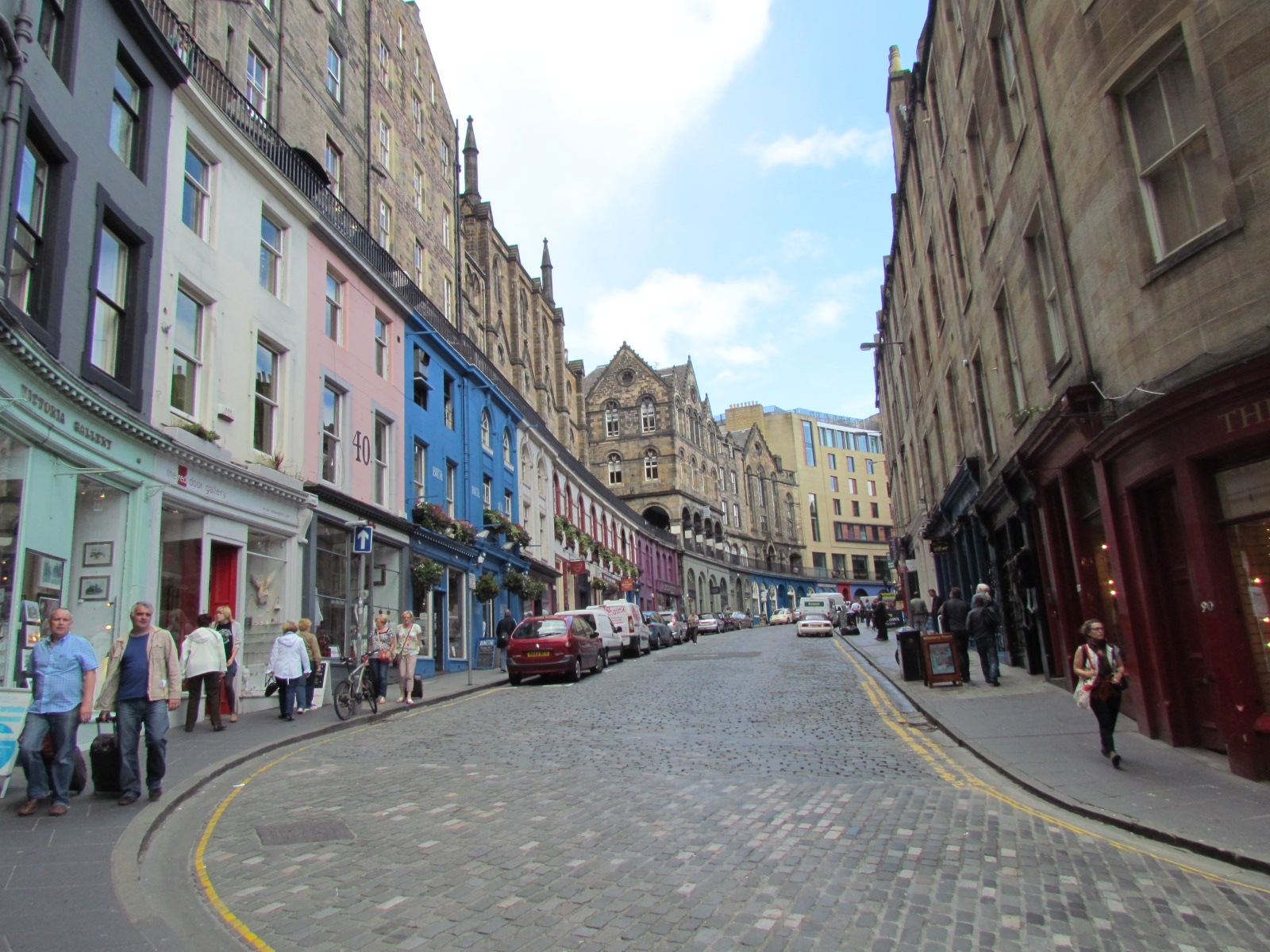
Blick vom Grassmarket in Richtung West Bow
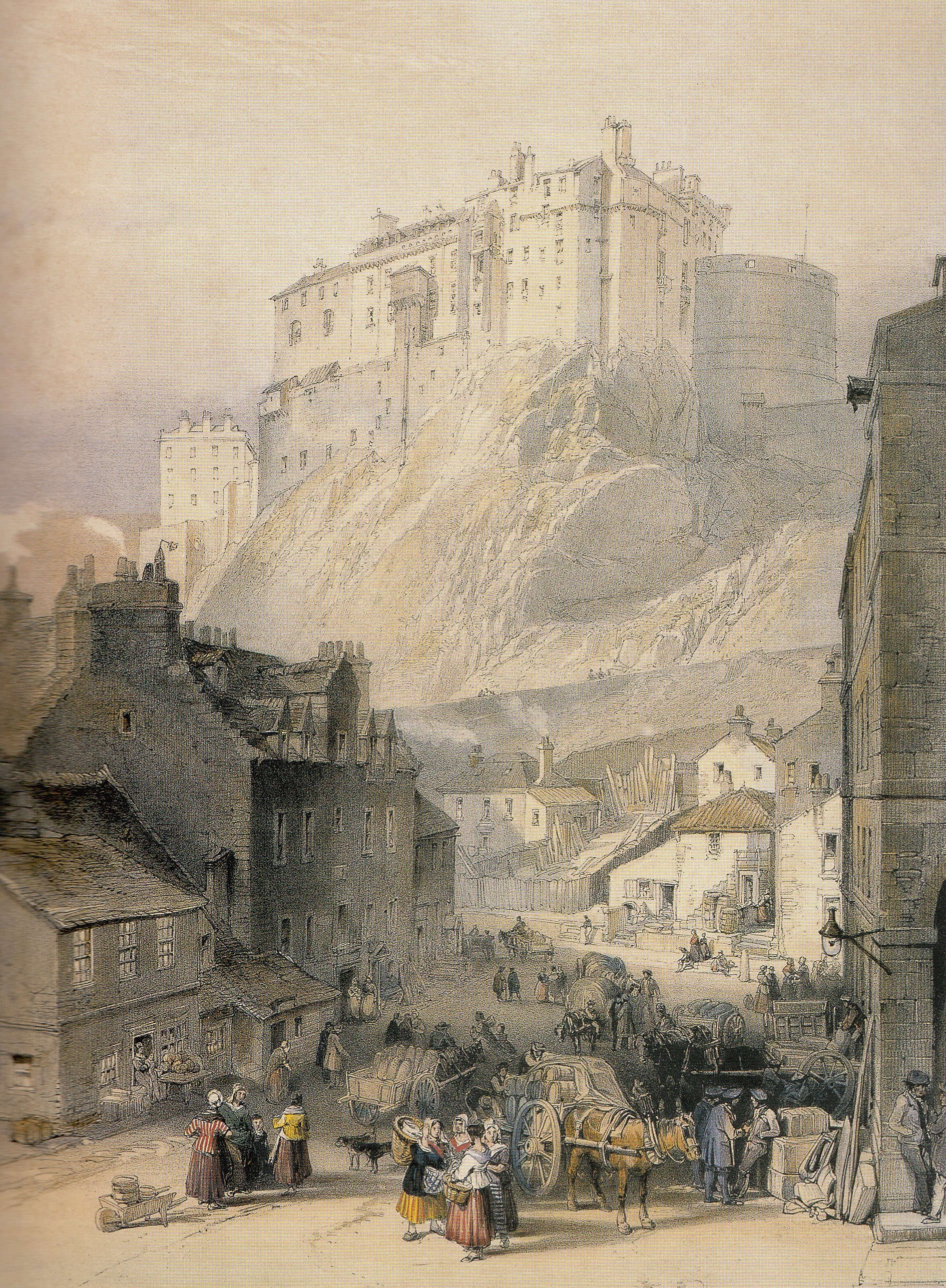
Historische Ansicht
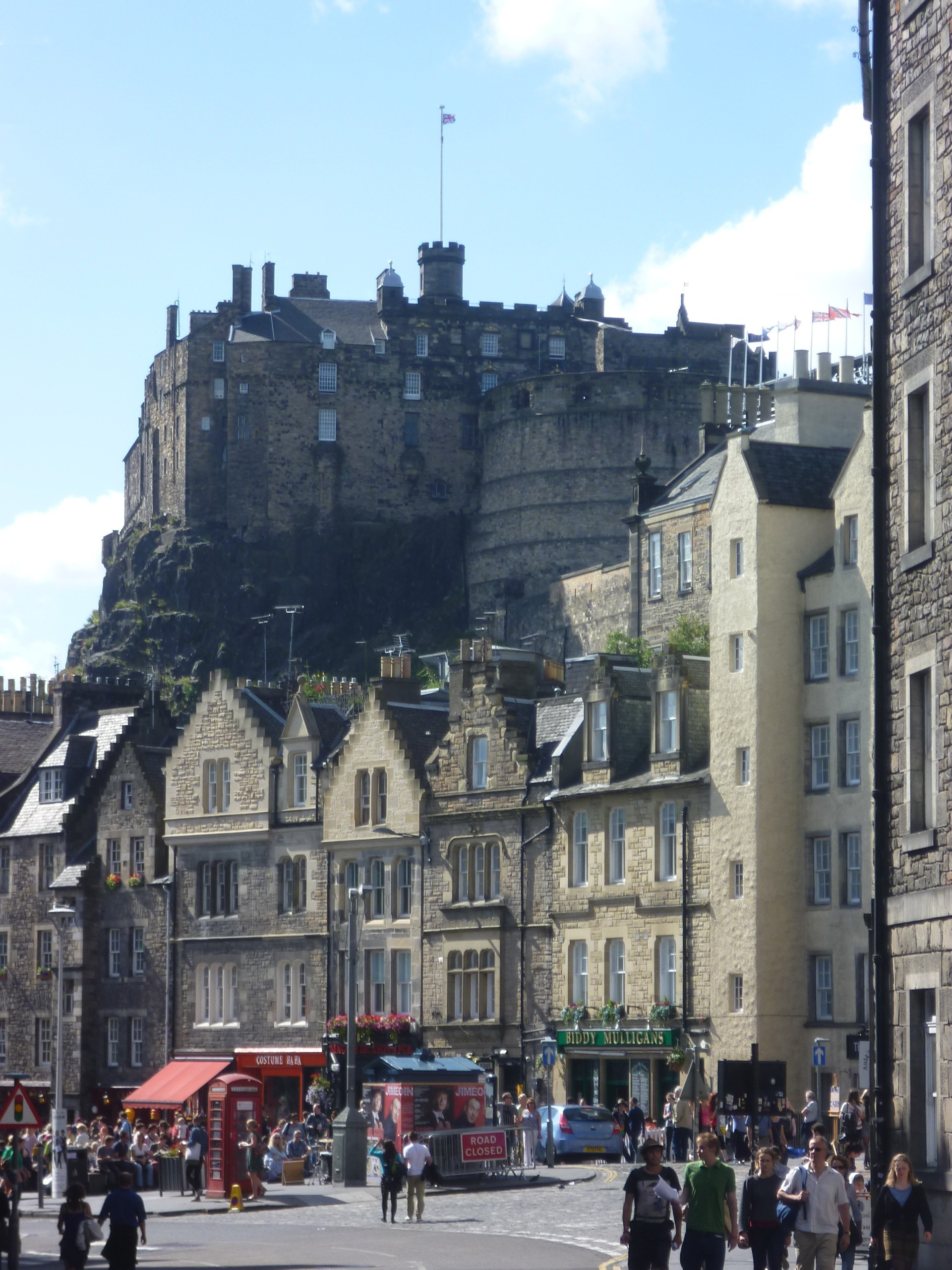
Blick auf Edinburgh Castle
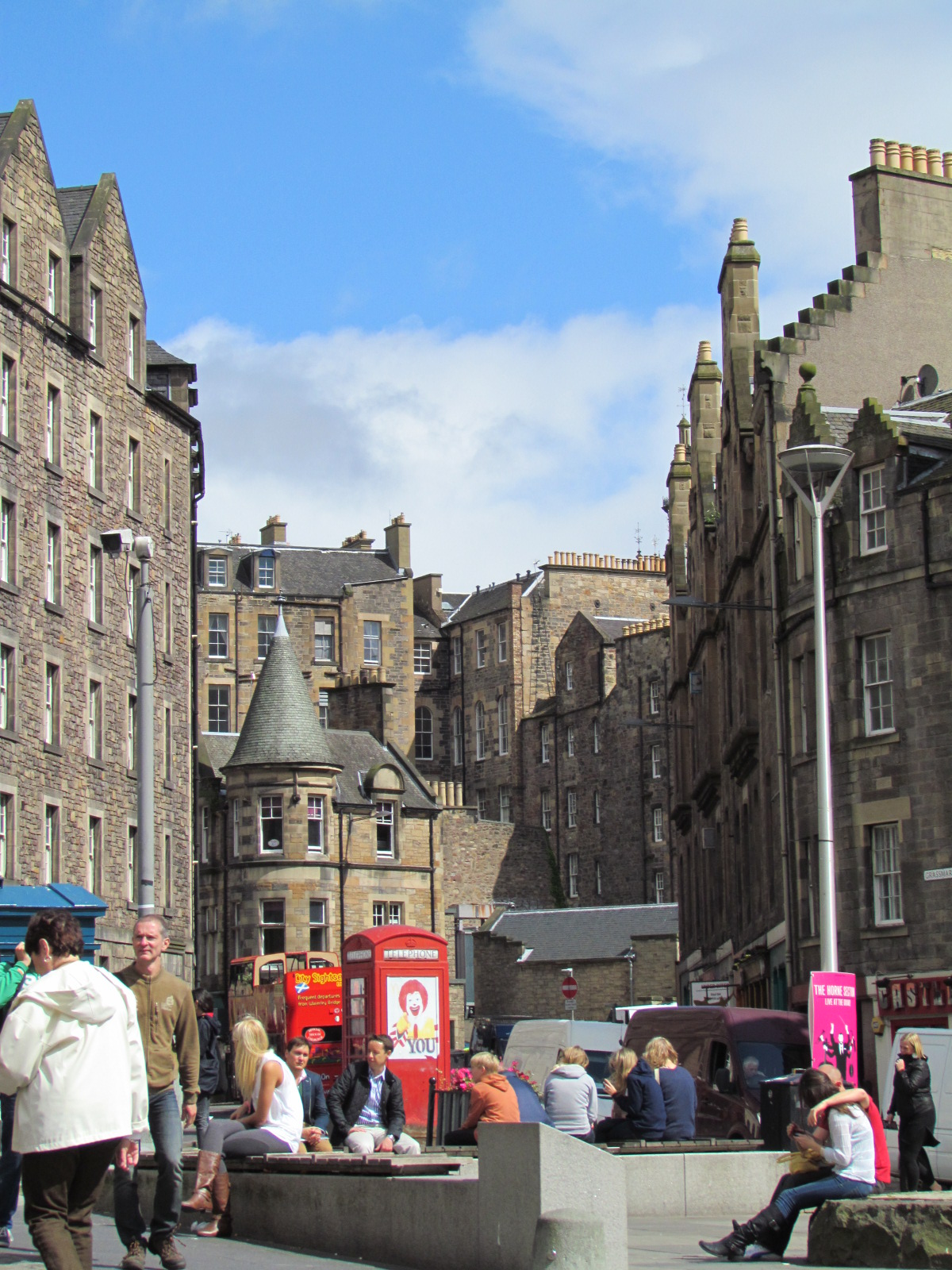
Marktplatz

## Sonstiges
- Der Grassmarket war darüber hinaus Schauplatz für die grausigen Untaten der berühmten Mörder Burke und Hare, denen 1827 mindestens 18 Menschen zum Opfer fielen als sie von diesen in eine inzwischen verschwundene Sackgasse gelockt, erstickt und ihre Leichen an die medizinische Fakultät verkauft wurden.

- Die Dichter William Wordsworth und Robert Burns verbrachten einige Zeit im White Hart Inn, einem kleinen Lokal am Grassmarket und Sir Walter Scott soll Inspirationen aus den Krawallen um Captain Porteus, einem Mitglied der Stadtwache, in seine Novelle The Heart of Midlothian einfließen lassen haben.